# Фуллертон (Каліфорнія)
Фуллертон (англ. Fullerton) — місто (англ. city) в США, в окрузі Орандж штату Каліфорнія. Населення — 143 617 осіб (2020).

## Географія
Фуллертон розташований за координатами 33°53′9″ пн. ш. 117°55′41″ зх. д. / 33.88583° пн. ш. 117.92806° зх. д. (33.885714, -117.928025). За даними Бюро перепису населення США в 2010 році місто мало площу 57,92 км², з яких 57,89 км² — суходіл та 0,03 км² — водойми.

### Клімат
| Клімат : Фуллертон                                                 | Клімат : Фуллертон | Клімат : Фуллертон | Клімат : Фуллертон | Клімат : Фуллертон | Клімат : Фуллертон | Клімат : Фуллертон | Клімат : Фуллертон | Клімат : Фуллертон | Клімат : Фуллертон | Клімат : Фуллертон | Клімат : Фуллертон | Клімат : Фуллертон | Клімат : Фуллертон |
| Показник                                                           | Січ.               | Лют.               | Бер.               | Квіт.              | Трав.              | Черв.              | Лип.               | Серп.              | Вер.               | Жовт.              | Лист.              | Груд.              | Рік                |
| Абсолютний максимум, °C                                            | 35,0               | 34,4               | 36,1               | 41,1               | 41,1               | 40,0               | 45,0               | 38,9               | 42,2               | 41,7               | 37,2               | 31,7               | 42,2               |
| Середній максимум, °C                                              | 19,9               | 20,1               | 21,0               | 22,7               | 23,9               | 25,8               | 28,4               | 29,7               | 28,8               | 25,8               | 22,4               | 19,7               | 24,0               |
| Середній мінімум, °C                                               | 7,0                | 8,7                | 10,1               | 11,3               | 14,3               | 16,2               | 18,1               | 18,5               | 17,3               | 14,1               | 9,8                | 7,1                | 12,7               |
| Абсолютний мінімум, °C                                             | −1,1               | −1,1               | 2,8                | 3,3                | 7,2                | 10,0               | 12,2               | 11,7               | 10,6               | 7,2                | 0,6                | 0,0                | −1,1               |
| Норма опадів, мм                                                   | 77                 | 83                 | 55                 | 22                 | 6                  | 2                  | 1                  | 1                  | 6                  | 19                 | 28                 | 52                 | 352                |
| ------------------------------------------------------------------ | ------------------ | ------------------ | ------------------ | ------------------ | ------------------ | ------------------ | ------------------ | ------------------ | ------------------ | ------------------ | ------------------ | ------------------ | ------------------ |
| Джерело: Monthly Climate Normals (1981-2010)- Fullerton Muni AP,CA |                    |                    |                    |                    |                    |                    |                    |                    |                    |                    |                    |                    |                    |

## Демографія
Згідно з переписом 2010 року, у місті мешкала 135 161 особа в 45 391 домогосподарстві у складі 31 247 родин. Густота населення становила 2334 особи/км². Було 47869 помешкань (826/км²).
Расовий склад населення:
| - 53,9 % — білих - 22,8 % — азіатів - 2,3 % — чорних або афроамериканців - 0,6 % — корінних американців - 0,2 % — вихідців з тихоокеанських островів - 15,9 % — осіб інших рас |

До двох чи більше рас належало 4,3 %. Частка іспаномовних становила 34,4 % від усіх жителів.
За віковим діапазоном населення розподілялося таким чином: 23,3 % — особи молодші 18 років, 65,0 % — особи у віці 18—64 років, 11,7 % — особи у віці 65 років та старші. Медіана віку мешканця становила 34,8 року. На 100 осіб жіночої статі у місті припадало 96,6 чоловіків; на 100 жінок у віці від 18 років та старших — 94,4 чоловіків також старших 18 років.
Середній дохід на одне домашнє господарство становив 90 082 долари США (медіана — 65 974), а середній дохід на одну сім'ю — 103 044 долари (медіана — 78 297). Медіана доходів становила 51 759 доларів для чоловіків та 43 586 доларів для жінок. За межею бідності перебувало 16,8 % осіб, у тому числі 22,8 % дітей у віці до 18 років та 8,3 % осіб у віці 65 років та старших.
Цивільне працевлаштоване населення становило 65 733 особи. Основні галузі зайнятості: освіта, охорона здоров'я та соціальна допомога — 21,4 %, виробництво — 13,3 %, мистецтво, розваги та відпочинок — 12,6 %.